# 748 v.Chr.
Het jaar 748 v.Chr. is een jaartal volgens de christelijke jaartelling.

## Gebeurtenissen

### Babylonië
- Koning Nabonassar (748 - 733 v.Chr.) heerser over de vazalstaat Babylon.